# Tommy Burleson
Tommy Burleson, född 24 februari 1952 i Crossnore, North Carolina, är en amerikansk idrottare som tog OS-silver i basket 1972 i München. Detta var USA:s första silver tillika första förlorade guldmedalj i herrbasket i olympiska sommarspelen. Under sin karriär i NBA spelade han i tre olika lag: Seattle SuperSonics, Kansas City Kings och Atlanta Hawks.